# Sara Stone
Sara Stone (Condado de Los Ángeles, California, 25 de agosto de 1983) es una actriz pornográfica estadounidense.
Sara ha actuado en más de 400 películas y es conocida por sus senos naturales de tamaño 36DD. Ella marca una diferencia en sus películas, principalmente en el fetiche de senos, debido al gran tamaño.
Ha trabajado para la empresa Bang Bros. En algunos de los videos aparece con el cabello castaño y en otros con el cabello rubio.